# Cromorno

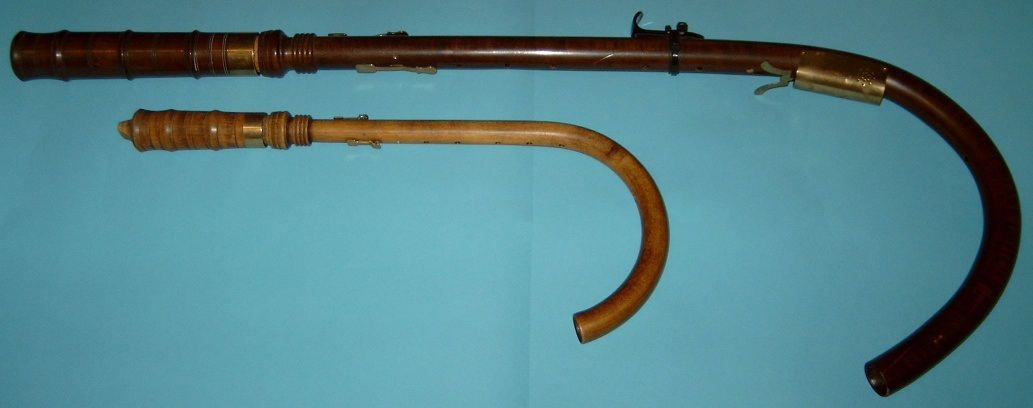
Cromornos modernos: Baixo em Fá, Alto em Fá.

Cromorno, cromorna ou cromorne é um instrumento musical da família das madeiras de palheta dupla, recorrente no período renascentista. Nos tempos modernos, tem havido um ressurgimento do interesse pela música antiga, e os cromornos vêm sendo tocados novamente.